# .fk
.fk este un domeniu de internet de nivel superior, pentru Insulele Falkland (ccTLD).